# Готель «Гранд Будапешт»
«Готе́ль „Ґранд Будапе́шт“» (англ. The Grand Budapest Hotel) — американсько-німецький трагікомедійний фільм 2014 року. Режисер та автор сценарію — Вес Андерсон. Сценарій написаний під впливом творчості Стефана Цвейга. У головних ролях — Рейф Файнс, Тоні Револорі та Сірша Ронан.
Дія відбувається у вигаданій центральноєвропейській країні Зубровка у час між двома світовими війнами. Її назва походить від назви польської горілки «Зубровка», на території країни разташовані вигадані Зубровські Альпи, а сама країна схожа на Угорщину чи Богемію. Центральне місце посідає готель «Гранд Будапешт», що нагадує реальний готель Будапешту і облаштований в стилі габсбурзької доби.
Сюжет розповідається від імені колишнього портьє готелю емігранта з Азії на ім'я Зеро, який був учнем консьєржа готелю Мосьє Ґустава Х, котрий виконував інтимні примхи старих багатих та аристократичних клієнток готелю. Відходячи на той світ, колишні клієнтки мосьє Ґустава залишали своєму улюбленцю спадок. Головна інтрига фільму розгортається навколо спроби заволодіти спадком найближчим нащадком однієї такої померлої клієнтки та мосьє Ґуставом за участю його помічника Зеро.
Прем'єра фільму відбулася на Берлінському кінофестивалі 6 лютого 2014, де фільм отримав Гран-прі журі. В Україні прем'єра відбулась 15 травня 2014 року.
«Готель „Гранд Будапешт“»  отримав схвальні відгуки критиків, багато з яких включили його у список 10 найкращих фільмів року. У картини 11 номінацій премії БАФТА — більше, ніж у всіх інших фільмів, включаючи номінації за найкращий фільм та найкращого режисера для Андерсона, та за найкращу чоловічу роль для Файнса. Фільм отримав премію «Золотий глобус» за найкращий фільм — комедія або мюзикл, а також 3 інші номінації. Він також отримав 9 номінацій премії «Оскар» і за їхньою кількістю посідає перше місце (разом з фільмом Бердмен). Перемогу фільм отримав у чотирьох номінаціях. На 1 березня 2024 року фільм займав 187-у позицію у списку 250 кращих фільмів за версією IMDb.

## Сюжет

### Пролог
Наш час. Молода дівчина підходить до пам'ятника письменнику на кладовищі. Вона тримає в руках книгу — мемуари персонажа, відомого як Автор. Вона починає читати книгу. Оповідь починається в 1985 році, коли Автор, сидячи за робочим столом, розповідає про поїздку в готель «Гранд Будапешт», здійснену ним в 1968 році.
Готель, розташований у вигаданій центральноєвропейській країні Зубровці, спустошеній війною та бідністю, в той час був у дуже поганому стані. Через це клієнтів було так мало, що мешканці закладу швидко почали впізнавати одне одного. Одного дня Автор зустрічається із власником готелю, Зеро Мустафою, і вони домовляються про вечерю того ж вечора. За вечерею Зеро розповідає Автору, як він став власником цього готелю, і що він не хоче його закривати.

### Частина 1— Мосьє Ґустав
Історія починається в 1932 році в період розквіту готелю, коли молодий Зеро був портьє, який тільки-но приїхав зі своєї рідної країни, де його містечко було зруйноване, сім'я убита, а йому не залишалося нічого крім втечі. Згодом Зеро починає зустрічатись із дівчиною Агатою, яка працює в місцевій кондитерській (і, до речі, дуже допомагає йому протягом фільму). Зубровка на межі війни, але це мало хвилює мосьє Ґустава, консьєржа готелю. Власник готелю є невідомим і всі важливі справи вирішує тільки через уповноваженого на ім'я Ковакс. Коли мосьє Ґустав не задовольняє потреби клієнтів чи керує справами готелю, він проводить час із літніми жінками, які приїжджають до готелю, щоб насолодитись його «винятковим сервісом». Одну з цих жінок звуть Селін Вільнев Дезґоф унд Таксіс, а коротко — Мадам Д., з якою мосьє Ґустав проводить ніч перед її від'їздом.

### Частина 2— Мадам С. В. Д. у. Т.
Місяць потому мосьє Ґустав дізнається, що Мадам Д. померла за невідомих обставин. Ґустав разом із Зеро відразу їде до її маєтку, де зачитують заповіт. Виявляється, що Ковакс є розпорядником майна покійної вдови. Він оголошує, що мосьє Ґуставу дістається в спадок дуже дорогоцінна картина, «Хлопчик з яблуком». Це дуже дратує членів родини Мадам Д., бо всі вони сподівались успадкувати цю картину. Найбільше не подобається такий перебіг подій синові Мадам Д., Дмитрію. Ґустав із Зеро викрадають картину, повертаються в «Гранд Будапешт» та ховають її в сейфі готелю. Протягом подорожі мосьє Ґустав домовляється із Зеро, що, якщо той йому допомагатиме, то стане його єдиним спадкоємцем. Після цього мосьє Ґустава заарештовують за вбивство Мадам Д. через фальшиве свідчення Сержа, дворецького Мадам Д., який стверджував, що бачив його в будинку у ніч її смерті. Мосьє Ґустав сказав Зеро, що має алібі на цю ніч, але воно залучить аристократку, з якою він спав, тому він не хоче вплутувати її у цю справу. Зрештою мосьє Ґустава садять у в'язницю.

### Частина 3— КПП 19: Табір для ув'язнених
Зеро допомагає Ґуставу втекти з в'язниці, передаючи йому інструменти всередині кондитерських виробів, виготовлених Агатою, тепер уже нареченою Зеро. За допомогою цих інструментів Ґустав тікає з в'язниці разом із групою злочинців. Один із злочинців гине в бійці з багатьма охоронцями, але встигає всіх їх убити. Після цього група втікачів їде геть, а Ґустав зустрічається із Зеро і вони вирішують довести непричетність Ґустава до вбивства.

### Частина 4— Товариство схрещених ключів
Мосьє Ґустава та Зеро переслідує Джоплінґ, холоднокровний вбивця, найнятий Дмитрієм. Джоплінґ вбиває Ковакса, до того випадково відтявши йому чотири пальці правої руки, бо той відмовляється співпрацювати із Дмитрієм. Ґустав зв'язується із мосьє Іваном, консьєржем та членом ордену консьєржів під назвою «Товариство схрещених ключів». За допомогою Івана Ґустав і Зеро приїжджають до гірського монастиря, де вони зустрічаються із Сержем — єдиною людиною, яка може спростувати звинувачення. Але Джоплінґ вбиває Сержа перед тим, як той може розкрити їм важливу інформацію, що стосується другого заповіту Мадам Д. Зеро та Ґустав крадуть сани та наздоганяють Джоплінґа, який тікає з монастиря на лижах. Під час сутички на краю прірви Зеро вбиває Джоплінґа, штовхнувши у прірву, і таким чином рятує мосьє Ґустава.

### Частина 5— Друга копія другого заповіту
Оскільки війна є неминучою, військові реквізують готель «Гранд Будапешт» і перетворюють його на бараки для солдатів. Це дуже засмучує Ґустава, і той присягається ніколи більше не переступати поріг готелю. Агата приєднується до Ґустава і Зеро. Вона заходить до готелю, прикидаючись, що роздає подарунки солдатам від кондитера, на якого вона працює, а насправді для того, щоб знайти і забрати картину із сейфа. До готелю приїжджає Дмитрій, тому Ґустав і Зеро змушені зайти в готель (теж вдаючи кондитерів), щоб врятувати Агату. Дмитрій помічає Агату з картиною і намагається її відібрати, але Ґустав та Зеро стають на його шляху. Починається безладна стрілянина, під час якої Агата та Зеро тікають з картиною, щоб та не дісталась Дмитрію. За рамою полотна вони знаходять копію другого заповіту Мадам Д., написану Сержем перед тим, як оригінал було знищено. Цей заповіт мав стати чинним, якби Мадам Д. вбили. Таким чином вдається довести непричетність мосьє Ґустава до вбивства. Як саме доведено невинність Ґустава, у фільмі не описується, так само, як і не розкривається особа вбивці (хоча раніше в фільмі можна було побачити підозрілу пляшку з етикеткою «стрихнін» на робочому столі Джоплінґа). Виявляється, що саме Мадам Д. є власницею готелю «Гранд Будапешт». Ґуставу дістається велика частина спадку, включаючи сам готель, завдяки чому він стає дуже заможним. Він призначає Зеро новим консьєржем, а сам стає частим гостем готелю. Зеро та Агата одружуються, а Дмитрій зникає.

### Епілог
Після війни, яку Зубровка програла, країна стає анексованою. Протягом поїздки через кордон, військові перевіряють документи пасажирів. Зеро ледь не заарештовують через сумніви у дійсності його імміграційної візи, але мосьє Ґустав намагається його захистити. Через це Ґустава розстрілюють. Через два роки Агата помирає від грипу, як і їхній маленький син. Зеро успадковує всі статки мосьє Ґустава, але через комуністичну революцію в Зубровці, він змушений віддати всі статки державі, щоб йому дозволили залишити готель, який за час військових дій (або ж за відсутності Ґустава) сильно занепав. Іронічно, картина «Хлопчик з яблуком», за яку Зеро та Ґустав так відчайдушно боролись, лишається недбало висіти на стіні готелю і нагадувати своєю присутністю про легендарного консьєржа.
Тоді ж старий Зеро зізнається Авторові, що готель є не лише ниточкою, яка зв'язує його зі зниклим загадковим світом наставника, але згадкою про щасливий час, проведений разом з коханою Агатою. Перед тим, як піти в свій номер, Зеро поправляє «Хлопчика з яблуком» та дає Авторові ключі від «номера мосьє Ґустава». Після цих подій Автор їде до Південної Америки та ніколи більше не повертається до готелю «Гранд Будапешт».
1985 року Автор завершує розповідь, сидячи поряд з онуком.
У наш час дівчина продовжує читати книгу біля пам'ятника Авторові, що є знаком того, що історія Ґустава та Зеро продовжить своє існування.

## Актори
| Актор                | Роль                      |
| -------------------- | ------------------------- |
| Рейф Файнз           | мосьє Ґустав              |
| Тоні Револорі        | молодий Зеро Мустафа      |
| Фарід Мюррей Абрахам | старий Зеро Мустафа       |
| Матьє Амальрік       | Серж                      |
| Едрієн Броуді        | Дмитрій Дезґоф унд Таксіс |
| Сірша Ронан          | Агата                     |
| Віллем Дефо          | Джоплінґ                  |
| Едвард Нортон        | інспектор Генкельс        |
| Джуд Лоу             | молодий Автор             |
| Том Вілкінсон        | старий Автор              |

| Актор          | Роль                 |
| -------------- | -------------------- |
| Тільда Свінтон | Мадам Д.             |
| Джефф Голдблюм | уповноважений Ковакс |
| Гарві Кейтель  | Людвіг               |
| Леа Сейду      | Клотильда            |
| Білл Мюррей    | мосьє Іван           |
| Оуен Вілсон    | мосьє Чак            |
| Фішер Стівенс  | М. Робін             |
| Боб Балабан    | М. Мартін            |
| Карл Марковіц  | Вульф                |
| Лукас Геджес   | заправник            |

## Український дубляж
Фільм дубльовано студією «Постмодерн» у 2014 році.
- Режисер дубляжу: Ганна Пащенко
- Переклад і укладка тексту: Надія Бойван
- Звукорежисер: Ганна Малієнко
- Менеджер проекту: Ірина Туловська

Ролі дублювали:
- Ґустав — Андрій Твердак
- Зеро — Михайло Федорченко
- Мустафа — Юрій Висоцький
- Молодий автор — Іван Розін
- Агата — Дарина Муращенко
- Дімітрій — Дмитро Терещук
- Іван — Євген Пашин
- Автор — Олександр Ігнатуша
- Мадам Д. — Людмила Суслова
- Ковакс — Юрій Гребельник
- Джоплінг — Кирило Нікітенко
- Людвіг — Валерій Легін

А також інші.

## Виробництво

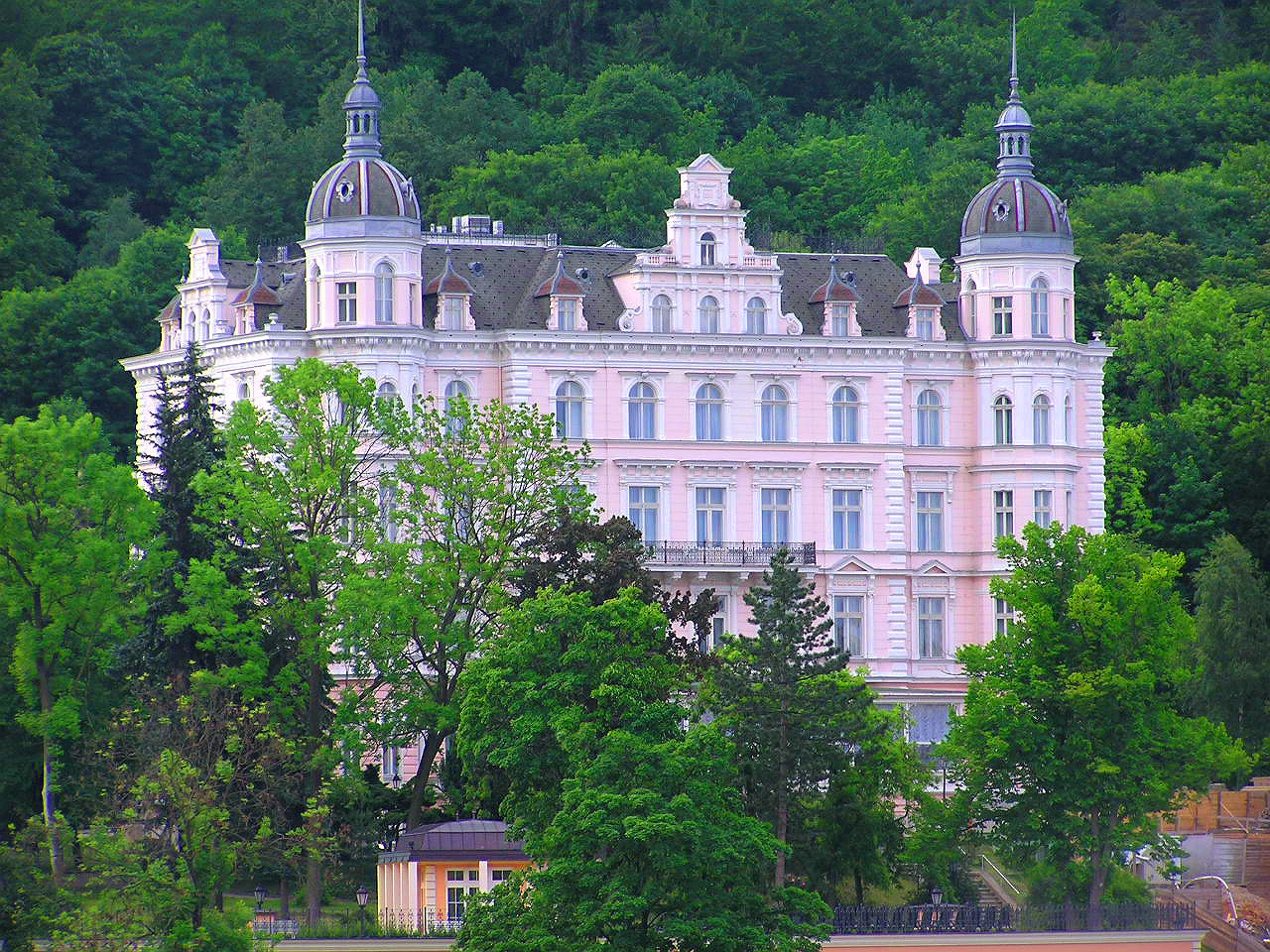
Готель «Palace Bristol» в Карлових Варах

«Готель „Гранд Будапешт“» є фільмом американсько-німецько-британського виробництва. Фільм було створено компаніями American Empirical Pictures, Indian Paintbrush, Neunzehnte Babelsberg Film GmbH та Grand Budapest Limited. Кошти для зйомок фільму надали Федеральний Німецький фонд кіно, Mitteldeutsche Medienförderung, Medienboard Berlin-Brandenburg, а також Medien- und Filmgesellschaft Baden-Württemberg.
Сценарій фільму заснований на кількох творах Стефана Цвейга, зокрема на новелі «Двадцять чотири години із життя жінки» (1927), романі «Нетерпіння серця» (1939) та автобіографії «Вчорашній світ» (1934-42).
Фільм був повністю відзнятий в Німеччині, в основному в Герліці, деяких інших частинах Саксонії та в студії Babelsberg. Основні зйомки почались в січні 2013 року та завершились у березні 2013 року.
Андерсон знімав фільм у трьох співвідношеннях сторін: 4:3; 1,85:1 та 2,35:1, де кожне співвідношення відповідає певному періоду історії.
Для зйомки будівлі готелю Андерсон використовував триметрову модель ручної роботи. Він вважав, що глядачі й так знатимуть, що ці кадри є штучними, тому вирішив використати саме такий спосіб. Для створення дизайну готелю Андерсон здійснив ретельні дослідження, переглядаючи вінтажні фотографії готелів та місць для відпочинку в Європі, наприклад, готель «Palace Bristol».
Картина, яка фігурувала у фільмі, «Хлопчик з яблуком», написана Йоганесом ван Гойтлем молодшим, є вигаданим твором і насправді написана Майклом Тайлором. Потрібно було 4 місяці, щоб підготувати картину для фільму. Зйомки маєтку вдови були частково здійснені у замку Вальденберг. Підробні газети, використані у фільмі, в основному містять оригінальний текст, а також витяги з трьох статей Вікіпедії.
Візуальні ефекти для фільму були зроблені німецькою компанією LUXX Studious.

## Реліз
У жовтні 2013 року було оголошено, що фільм вийде в прокат 7 березня 2014 року. У листопаді 2013 було оголошено, що «Готель „Гранд Будапешт“» буде відкриваючим на 64-му Берлінському кінофестивалі в лютому 2014 року. У Берліні фільм виграв Ґран-прі журі — нагороду «Срібний ведмідь».

### Домашнє медіа
«Готель „Гранд Будапешт“» вийшов у прокат на DVD та Blu-ray 17 червня 2014 року в США, 7 липня 2014 року у Великій Британії, та 10 липня 2014 року в Україні.

## Саундтрек
Саундтрек до фільму «Готель „Гранд Будапешт“» був створений композитором Александром Деспла, який раніше працював з Андерсоном над такими картинами як Фантастичний містер Лис та Королівство повного місяця. Андерсон був ко-продюсером, а Рендал Постер був музичним керівником. Музика була написана Деспла, деякі пісні були написані Узе Шуппелем, Зіґфрідом Бередом та Віталієм Гнутовим та виконані Державним російським оркестром народних інструментів імені Осипова.
Андерсон та Постер обрали балалайку як основний інструмент для музичного супроводу фільму. Для цього було запрошено два оркестри із 35 музикантами, які грають на балалайці: французький оркестр Orchestre de balalaikas Saint-Georges та Державний академічний російський народний ансамбль «Росія». У саундтреку також використовуються: альпійський ріжок, орган, чоловічий хор, дзвони та цимбали.

### Список пісень
Автор музики і слів Александр Деспла, якщо інше не вказано. 
| #   | Назва                                                                                                  | Тривалість |
| --- | --- | ---------- |
| 1.  | «s'Rothe-Zäuerli» (Узе Шуппел)                                                                         | 1:12       |
| 2.  | «The Alpine Sudetenwaltz»                                                                              | 0:36       |
| 3.  | «Mr. Moustafa»                                                                                         | 3:03       |
| 4.  | «Overture: M. Gustave H»                                                                               | 0:30       |
| 5.  | «A Prayer for Madame D»                                                                                | 1:20       |
| 6.  | «The New Lobby Boy»                                                                                    | 2:17       |
| 7.  | «Concerto for Lute and Plucked Strings I. Moderato» (Зіґфрід Беред)                                    | 2:52       |
| 8.  | «Daylight Express to Lutz»                                                                             | 2:16       |
| 9.  | «Schloss Lutz Overture»                                                                                | 0:32       |
| 10. | «The Family Desgoffe Und Taxis»                                                                        | 1:49       |
| 11. | «Last Will and Testament»                                                                              | 2:16       |
| 12. | «Up the Stairs/Down the Hall»                                                                          | 0:27       |
| 13. | «Night Train to Nebelsbad»                                                                             | 1:44       |
| 14. | «The Lutz Police Militia»                                                                              | 0:49       |
| 15. | «Check Point 19 Criminal Internment Camp Overture»                                                     | 0:11       |
| 16. | «The Linden Tree» (Віталій Гнутов та Державний російський оркестр народних інструментів імені Осипова) | 2:24       |
| 17. | «J.G. Jopling, Private Inquiry Agent»                                                                  | 1:28       |
| 18. | «A Dash of Salt (Ludwig's Theme)»                                                                      | 1:32       |
| 19. | «The Cold-Blooded Murder of Deputy Vilmos Kovacs»                                                      | 2:47       |
| 20. | «Escape Concerto»                                                                                      | 2:12       |
| 21. | «The War (Zero's Theme)»                                                                               | 2:12       |
| 22. | «No Safe-House»                                                                                        | 1:32       |
| 23. | «The Society of the Crossed Keys»                                                                      | 2:21       |
| 24. | «M. Ivan»                                                                                              | 1:15       |
| 25. | «Lot 117»                                                                                              | 0:30       |
| 26. | «Third Class Carriage»                                                                                 | 1:20       |
| 27. | «Canto at Gabelmeister's Peak»                                                                         | 5:35       |
| 28. | «A Troops Barracks (Requiem for the Grand Budapest)»                                                   | 5:18       |
| 29. | «Cleared of All Charges»                                                                               | 1:10       |
| 30. | «The Mystical Union»                                                                                   | 1:26       |
| 31. | «Kamarinskaya» (Віталій Гнутов та Державний російський оркестр народних інструментів імені Осипова)    | 2:43       |
| 32. | «Traditional Arrangement: "Moonshine"»                                                                 | 3:21       |

## Сприйняття

### Відгуки критиків
«Готель „Гранд Будапешт“» отримав дуже позитивні відгуки критиків, особливо за візуальні ефекти. На сайті Rotten Tomatoes фільм отримав 92 % («стиглий помідор») та середню оцінку 8,4/10, засновану на відгуках від 258 критиків. Сайт Metacritic дав фільму 88 балів зі 100, засновану на думці 48 критиків. Багато-хто вважає цей фільм одним з найкращих у 2014 році.
Український сайт Kino-teatr.ua дав фільму оцінку 8,56/10, засновану на 31 голосі.

### Касові збори
Протягом прокату в кінотеатрах «Готель „Гранд Будапешт“» зібрав $59 100 318 у Північній Америці та $115 500 000 на інших територіях, в загальному $174 600 318, при бюджеті у $26,7 млн.
Фільм є найуспішнішим ігровим фільмом Андерсона у Великій Британії, ставши першим у британських театральних касах за три тижні із касовими зборами у £6,31 млн. Фільм також був першим для Андерсона, який став першим в касах Британії.
У Північній Америці фільм вийшов у чотирьох кінотеатрах і за перший тиждень став сімнадцятим у театральних касах, зібравши $811 166. Після другого тижня фільм став восьмим, зібравши $3 368 041. Після третього тижня фільм став сьомим, зібравши $6 787 955. Після четвертого тижня фільм став шостим, зібравши $8 539 795.

## Нагороди та номінації
Нижче подано список основних нагород та номінацій, які отримав «Готель „Гранд Будапешт“».
| Рік  | Нагорода                       | Категорія                                                 | Номінант                                                   | Результат | Пос.   |
| ---- | ------------------------------ | --------------------------------------------------------- | ---------------------------------------------------------- | --------- | ------ |
| 2014 | Берлінський кінофестиваль      | «Срібний ведмідь» — Гран-прі журі                         | Вес Андерсон                                               | Перемога  | [ 41 ] |
| 2014 | Премія Golden Trailer Awards   | Найкраща графіка і реклама для телебачення                | 30TV Dynamite, Fox Searchlight, Giaronomo Productions      | Перемога  | [ 42 ] |
| 2014 | Премія «Давид ді Донателло»    | Найкращий іноземний фільм                                 | Вес Андерсон                                               | Перемога  | [ 43 ] |
| 2014 | Премія World Soundtrack Awards | Найкраща музика до фільму                                 | Александр Деспла                                           | Перемога  | [ 44 ] |
| 2014 | «Кінопремії Голлівуду»         | Дизайнер костюмів року                                    | Мілена Канонеро                                            | Перемога  | [ 45 ] |
| 2015 | Премія «Золотий глобус»        | Найкращий фільм — комедія або мюзикл                      | Готель «Гранд Будапешт»                                    | Перемога  | [ 46 ] |
| 2015 | Премія «Золотий глобус»        | Найкраща режисерська робота                               | Вес Андерсон                                               | Номінація | [ 46 ] |
| 2015 | Премія «Золотий глобус»        | Найкраща чоловіча роль — комедія або мюзикл               | Ральф Файнс                                                | Номінація | [ 46 ] |
| 2015 | Премія «Золотий глобус»        | Найкращий сценарій                                        | Вес Андерсон                                               | Номінація | [ 46 ] |
| 2015 | Премія «Греммі»                | Найкращий альбом, що є саундтреком до візуального подання | Александр Деспла                                           | Перемога  | [ 47 ] |
| 2015 | Премія БАФТА                   | Найкращий фільм                                           | Готель «Гранд Будапешт»                                    | Номінація | [ 48 ] |
| 2015 | Премія БАФТА                   | Найкраща режисерська робота                               | Вес Андерсон                                               | Номінація | [ 48 ] |
| 2015 | Премія БАФТА                   | Найкращий оригінальний сценарій                           | Вес Андерсон                                               | Перемога  | [ 48 ] |
| 2015 | Премія БАФТА                   | Найкраща чоловіча роль                                    | Ральф Файнс                                                | Номінація | [ 48 ] |
| 2015 | Премія БАФТА                   | Найкраща музика до фільму                                 | Александр Деспла                                           | Перемога  | [ 48 ] |
| 2015 | Премія БАФТА                   | Найкраща операторська робота                              | Роберт Йомен                                               | Номінація | [ 48 ] |
| 2015 | Премія БАФТА                   | Найкращий монтаж                                          | Барні Пілінґ                                               | Номінація | [ 48 ] |
| 2015 | Премія БАФТА                   | Найкраща робота художника-постановника                    | Адам Штокгаузен, Анна Піннок                               | Перемога  | [ 48 ] |
| 2015 | Премія БАФТА                   | Найкращий дизайн костюмів                                 | Мілена Канонеро                                            | Перемога  | [ 48 ] |
| 2015 | Премія БАФТА                   | Найкращий грим                                            | Френсіс Хеннон                                             | Перемога  | [ 48 ] |
| 2015 | Премія БАФТА                   | Найкращий звук                                            | Вейн Леммер, Крістофер Скарабозіо та Павел Вдовчак         | Номінація | [ 48 ] |
| 2015 | Премія «Оскар»                 | Найкращий фільм                                           | Джеремі Довсон, Скотт Рудін, Стівен М. Рейлс, Вес Андерсон | Номінація | [ 49 ] |
| 2015 | Премія «Оскар»                 | Найкраща режисерська робота                               | Вес Андерсон                                               | Номінація | [ 49 ] |
| 2015 | Премія «Оскар»                 | Найкращий оригінальний сценарій                           | Вес Андерсон, Г'юґо Ґіннес                                 | Номінація | [ 49 ] |
| 2015 | Премія «Оскар»                 | Найкраща музика до фільму                                 | Александр Деспла                                           | Перемога  | [ 49 ] |
| 2015 | Премія «Оскар»                 | Найкраща операторська робота                              | Роберт Йомен                                               | Номінація | [ 49 ] |
| 2015 | Премія «Оскар»                 | Найкраща робота художника-постановника                    | Адам Штокгаузен, Анна Піннок                               | Перемога  | [ 49 ] |
| 2015 | Премія «Оскар»                 | Найкращий дизайн костюмів                                 | Мілена Канонеро                                            | Перемога  | [ 49 ] |
| 2015 | Премія «Оскар»                 | Найкращий монтаж                                          | Барні Пілінґ                                               | Номінація | [ 49 ] |
| 2015 | Премія «Оскар»                 | Найкращий грим                                            | Френсіс Хеннон, Марк Кулір                                 | Перемога  | [ 49 ] |